# 熊野町東
熊野町東（くまのちょうひがし）は、大阪府堺市堺区にある地名。2024年現在の行政地名は熊野町東一丁から熊野町東五丁。住居表示は実施済。

## 地理
堺区の中央部に位置する。南西は市之町東、南東は北瓦町・中瓦町、北西は熊野町西、北東は戎之町東に接する。北西から順に一丁から五丁がある。

## 歴史

### 地名の由来
「熊野町」は、元「湯屋町」と表記し、風呂屋が多く並んでいたことに由来するという。明治5年（1872年）、町名改名の際、「熊野町」となった。

### 沿革
はじめ1 - 6丁、1959年（昭和34年）から1 - 5丁がある。
- 1872年（明治5年）、湯屋山口町・西天神前町・東天神前町・矢蔵下町・北馬場町・鑓屋町・北向井領町・湯屋寺町・湯屋農人町と北大小路町の一部より、熊野町東成立。
- 1879年（明治12年）、郡区町村編成法施行により、堺区の所属となる。
- 1889年（明治22年）、市制施行により、堺市の所属となる。
- 1959年（昭和34年）一部を市之町東1 - 6丁に編入し、同時に熊野町の一部を編入[8]。
- 2006年（平成18年）、堺市が政令指定都市に移行し、行政区を設置。熊野町東は堺区の所属となる。

## 世帯数と人口
2024年（令和6年）9月30日現在の世帯数と人口は以下の通りである。
| 丁           | 世帯数  | 人口  |
| ------------ | ------- | ----- |
| 熊野町東一丁 | 68世帯  | 89人  |
| 熊野町東二丁 | 69世帯  | 85人  |
| 熊野町東三丁 | 127世帯 | 195人 |
| 熊野町東四丁 | 112世帯 | 206人 |
| 熊野町東五丁 | 5世帯   | 12人  |
| 計           | 381世帯 | 587人 |

### 人口の変遷
| 1995年（平成7年）  | 584人 | [ 9 ]  |  |
| 2000年（平成12年） | 542人 | [ 10 ] |  |
| 2005年（平成17年） | 613人 | [ 11 ] |  |
| 2010年（平成22年） | 582人 | [ 12 ] |  |
| 2015年（平成27年） | 570人 | [ 13 ] |  |
| 2020年（令和2年）  | 627人 | [ 14 ] |  |

### 世帯数の変遷
| 1995年（平成7年）  | 263世帯 | [ 9 ]  |  |
| 2000年（平成12年） | 265世帯 | [ 10 ] |  |
| 2005年（平成17年） | 299世帯 | [ 11 ] |  |
| 2010年（平成22年） | 320世帯 | [ 12 ] |  |
| 2015年（平成27年） | 303世帯 | [ 13 ] |  |
| 2020年（令和2年）  | 385世帯 | [ 14 ] |  |

## 学区
市立小・中学校に通う場合、学区は以下の通りとなる。
| 丁           | 番   | 小学校           | 中学校             |
| ------------ | ---- | ---------------- | ------------------ |
| 熊野町東一丁 | 全域 | 堺市立熊野小学校 | 堺市立殿馬場中学校 |
| 熊野町東二丁 | 全域 | 堺市立熊野小学校 | 堺市立殿馬場中学校 |
| 熊野町東三丁 | 全域 | 堺市立熊野小学校 | 堺市立殿馬場中学校 |
| 熊野町東四丁 | 全域 | 堺市立熊野小学校 | 堺市立殿馬場中学校 |
| 熊野町東五丁 | 全域 | 堺市立熊野小学校 | 堺市立殿馬場中学校 |

## 事業所
2021年（令和3年）現在の経済センサス調査による事業所数と従業員数は以下の通りである。
| 丁           | 事業所数  | 従業員数 |
| ------------ | --------- | -------- |
| 熊野町東一丁 | 30事業所  | 136人    |
| 熊野町東二丁 | 21事業所  | 265人    |
| 熊野町東三丁 | 26事業所  | 144人    |
| 熊野町東四丁 | 30事業所  | 297人    |
| 熊野町東五丁 | 10事業所  | 70人     |
| 計           | 117事業所 | 912人    |

## 交通

### 鉄道
- 阪堺電気軌道阪堺線 - 大小路停留場

### バス
- 南海バス[17]
  - 0系統：大小路 - 大寺北門山之口前 - 熊野小学校前
  - 16・61系統：大寺北門山之口前 - 熊野小学校前

### 道路
- 大道筋（堺市道大道筋）
- 大小路筋

## 施設
- 堺市立熊野小学校
- 常安寺
- 超善寺
- 土居川公園

## 郵便
- 郵便番号：590-0946[3]（集配局：堺郵便局[18]）。

## ギャラリー

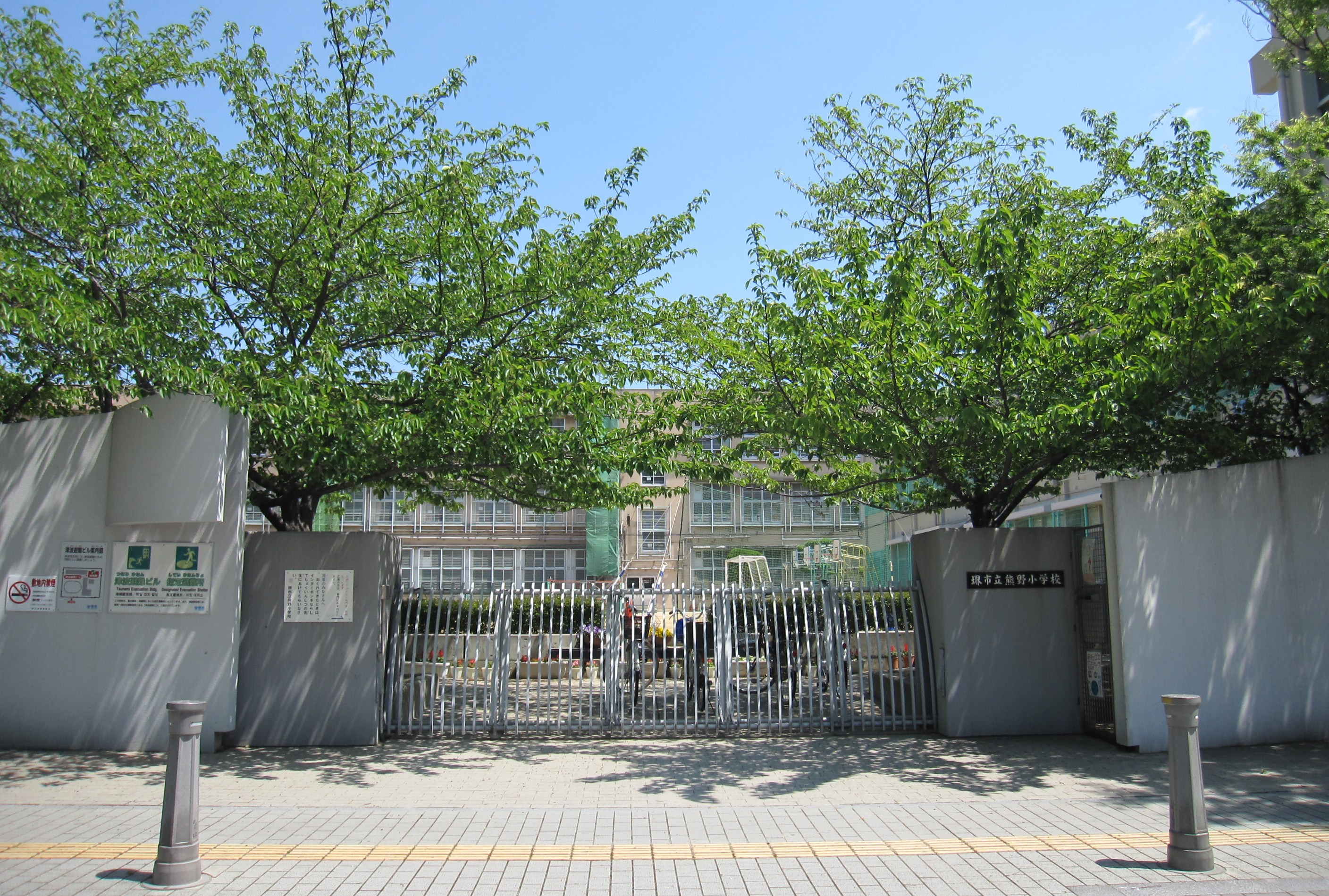
堺市立熊野小学校
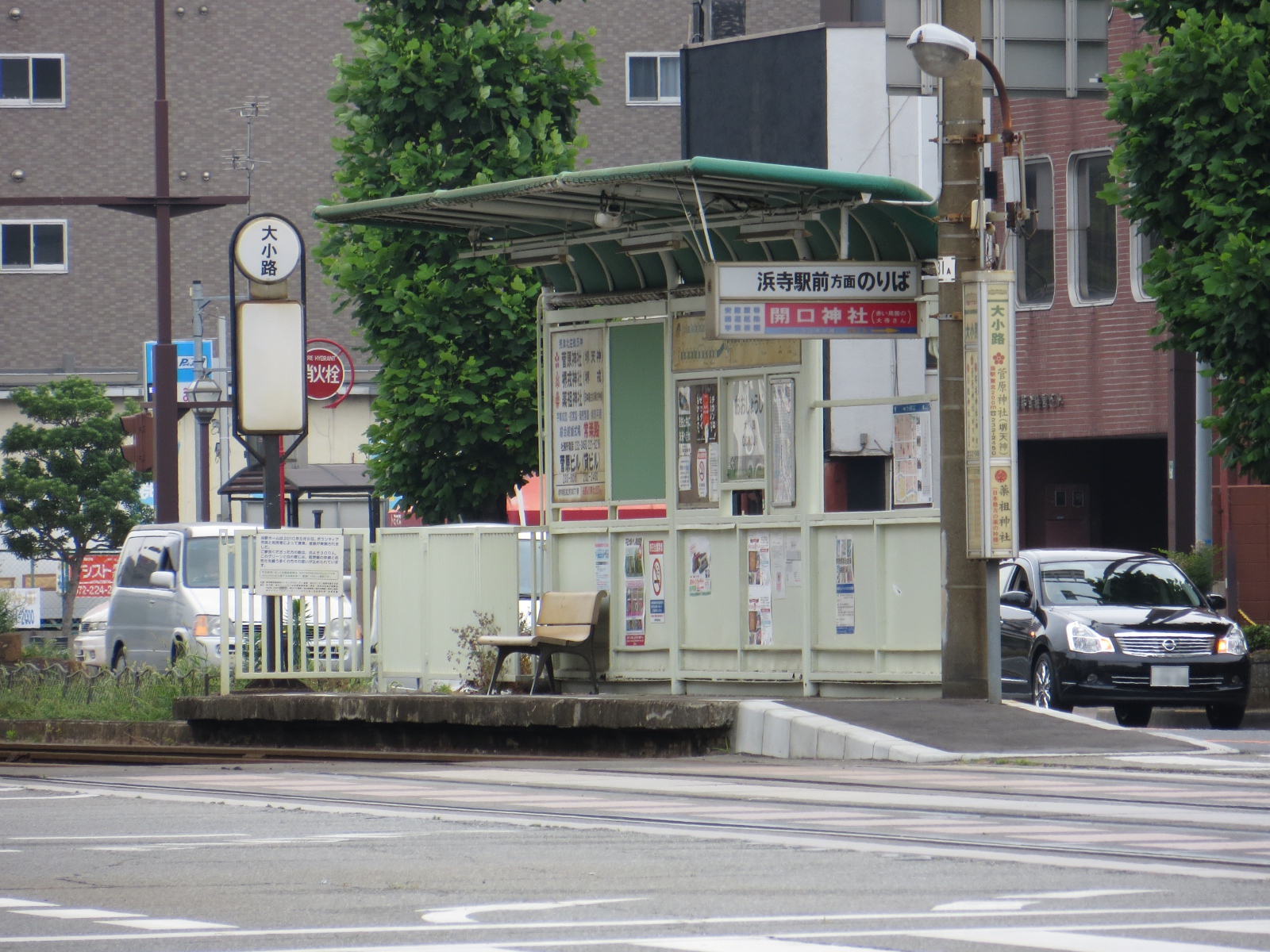
阪堺電気軌道阪堺線 大小路停留場